# المحمل (نجد)
إقليم المحمل هو إقليم من أقاليم نجد التاريخية. وهو مجموعة من الأودية الصغيرة المنحدرة على السفح الغربي لـجبل طويق (العارض) ما بين سدير والوشم وإلى الشمال من شعيب حريملاء.

## أهم بلدان الإقليم
أهم بلدانه ثادق ورغبة ومشاش السهول والبير والبرة والصفرات ورويضة السهول . ومعظم ما كان يعرف بالمحمل يقع حالياً ضمن حدود محافظة ثادق، و تعتبر البير أقدم بلدان المحمل من حيث النشأة. 

## الرياضة في المحمل
أُسس نادي المحمل في ثادق عام 1396هـ، وتم تسجيله رسمياً في الرئاسة العامة لرعاية الشباب (وزارة الرياضة حاليا) عام 1399هـ، ويضم ملعباً لكرة القدم مزروع بالعشب الطبيعي، ومزود بالإضاءة والمدرجات والغرف الخاصة بتبديل الملابس، وملعب رديف للطائرة واليد والتنس الأرضي، ويقوم النادي بتقديم الخدمات الثقافية والرياضية والاجتماعية، وقد كان لهُ مساهمات عدة في في مسابقات القرآن الكريم والمسابقات الثقافية والرياضية.

## وصلات خارجية
- محافظة المحمل (ثادق).